# Vòng loại Giải vô địch bóng đá thế giới 2018 – Khu vực châu Âu (Bảng C)
Dưới đây là kết quả các trận đấu trong khuôn khổ bảng C – vòng loại giải vô địch bóng đá thế giới 2018 khu vực châu Âu.
Bảng C bao gồm 6 đội: Đức, Cộng hòa Séc, Bắc Ireland, Na Uy, Azerbaijan, San Marino, thi đấu trong hai năm 2016 và 2017, theo thể thức lượt đi–lượt về, vòng tròn tính điểm, lấy đội đầu bảng tham gia vòng chung kết.

## Bảng xếp hạng
| Tiêu chí xếp hạng vòng loại Giải vô địch bóng đá thế giới 2018 |
| --- |
| Với thể thức sân nhà và sân khách, việc xếp hạng các đội trong mỗi bảng được dựa trên các tiêu chí sau đây (quy định các Điều 20.6 và 20.7): 1. Điểm số (3 điểm cho 1 trận thắng, 1 điểm cho 1 trận hòa, 0 điểm cho 1 trận thua) 2. Hiệu số bàn thắng thua 3. Số bàn thắng 4. Điểm số trong trận đấu giữa các đội 5. Hiệu số bàn thắng thua trong trận đấu giữa các đội 6. Số bàn thắng ghi được trong trận đấu giữa các đội 7. Số bàn thắng sân khách ghi được trong các trận đấu giữa các đội 8. Trận play-off trên sân trung lập (nếu được chấp thuận bởi FIFA), với hiệp phụ và đá sút luân lưu nếu cần |

| VT | Đội          | ST | T  | H | B  | BT | BB | HS  | Đ  | Giành quyền tham dự                        |     |     |     |     |     |     |     |
| -- | ------------ | -- | -- | - | -- | -- | -- | --- | -- | ------------------------------------------ | --- | --- | --- | --- | --- | --- | --- |
| 1  | Đức          | 10 | 10 | 0 | 0  | 43 | 4  | +39 | 30 | Vượt qua vòng loại vào FIFA World Cup 2018 |     | —   | 2–0 | 3–0 | 6–0 | 5–1 | 7–0 |
| 2  | Bắc Ireland  | 10 | 6  | 1 | 3  | 17 | 6  | +11 | 19 | Giành quyền vào vòng 2                     |     | 1–3 | —   | 2–0 | 2–0 | 4–0 | 4–0 |
| 3  | Cộng hòa Séc | 10 | 4  | 3 | 3  | 17 | 10 | +7  | 15 |                                            |     | 1–2 | 0–0 | —   | 2–1 | 0–0 | 5–0 |
| 4  | Na Uy        | 10 | 4  | 1 | 5  | 17 | 16 | +1  | 13 |                                            | 0–3 | 1–0 | 1–1 | —   | 2–0 | 4–1 |     |
| 5  | Azerbaijan   | 10 | 3  | 1 | 6  | 10 | 19 | −9  | 10 |                                            | 1–4 | 0–1 | 1–2 | 1–0 | —   | 5–1 |     |
| 6  | San Marino   | 10 | 0  | 0 | 10 | 2  | 51 | −49 | 0  |                                            | 0–8 | 0–3 | 0–6 | 0–8 | 0–1 | —   |     |

## Các trận đấu
Lịch thi đấu của bảng C đã được quyết định sau cuộc họp tại Sankt-Peterburg, Nga vào ngày 26 tháng 7 năm 2015. Giờ địa phương là CET/CEST, như được liệt kê bởi UEFA (giờ địa phương trong ngoặc đơn).
| San Marino | 0–1                             | Azerbaijan   |
| ---------- | ------------------------------- | ------------ |
|            | Chi tiết (FIFA) Chi tiết (UEFA) | Qurbanov 45' |

| Cộng hòa Séc | 0–0                             | Bắc Ireland |
| ------------ | ------------------------------- | ----------- |
|              | Chi tiết (FIFA) Chi tiết (UEFA) |             |

| Na Uy | 0–3                             | Đức                           |
| ----- | ------------------------------- | ----------------------------- |
|       | Chi tiết (FIFA) Chi tiết (UEFA) | Müller 16', 60' · Kimmich 45' |

| Azerbaijan   | 1–0                             | Na Uy |
| ------------ | ------------------------------- | ----- |
| Medvedev 11' | Chi tiết (FIFA) Chi tiết (UEFA) |       |

| Đức                         | 3–0                             | Cộng hòa Séc |
| --------------------------- | ------------------------------- | ------------ |
| Müller 13', 65' · Kroos 49' | Chi tiết (FIFA) Chi tiết (UEFA) |              |

| Bắc Ireland                                        | 4–0                             | San Marino |
| -------------------------------------------------- | ------------------------------- | ---------- |
| Davis 26' (ph.đ.) · Lafferty 79', 90+4' · Ward 85' | Chi tiết (FIFA) Chi tiết (UEFA) |            |

| Cộng hòa Séc | 0–0                             | Azerbaijan |
| ------------ | ------------------------------- | ---------- |
|              | Chi tiết (FIFA) Chi tiết (UEFA) |            |

| Đức                       | 2–0                             | Bắc Ireland |
| ------------------------- | ------------------------------- | ----------- |
| Draxler 13' · Khedira 17' | Chi tiết (FIFA) Chi tiết (UEFA) |             |

| Na Uy                                                             | 4–1                             | San Marino     |
| ----------------------------------------------------------------- | ------------------------------- | -------------- |
| D. Simoncini 12' (l.n.) · Diomandé 77' · Samuelsen 82' · King 83' | Chi tiết (FIFA) Chi tiết (UEFA) | Stefanelli 54' |

| Cộng hòa Séc              | 2–1                             | Na Uy    |
| ------------------------- | ------------------------------- | -------- |
| Krmenčík 11' · Zmrhal 47' | Chi tiết (FIFA) Chi tiết (UEFA) | King 87' |

| Bắc Ireland                                             | 4–0                             | Azerbaijan |
| ------------------------------------------------------- | ------------------------------- | ---------- |
| Lafferty 27' · McAuley 40' · McLaughlin 66' · Brunt 83' | Chi tiết (FIFA) Chi tiết (UEFA) |            |

| San Marino | 0–8                             | Đức                                                                                      |
| ---------- | ------------------------------- | ---------------------------------------------------------------------------------------- |
|            | Chi tiết (FIFA) Chi tiết (UEFA) | Khedira 7' · Gnabry 9', 58', 76' · Hector 32', 65' · Stefanelli 82' (l.n.) · Volland 85' |

| Azerbaijan  | 1–4                             | Đức                                        |
| ----------- | ------------------------------- | ------------------------------------------ |
| Nazarov 31' | Chi tiết (FIFA) Chi tiết (UEFA) | Schürrle 19', 81' · Müller 36' · Gómez 45' |

| San Marino | 0–6                             | Cộng hòa Séc                                                                 |
| ---------- | ------------------------------- | ---------------------------------------------------------------------------- |
|            | Chi tiết (FIFA) Chi tiết (UEFA) | Barák 17', 24' · Darida 19', 77' (ph.đ.) · Gebre Selassie 26' · Krmenčík 43' |

| Bắc Ireland              | 2–0                             | Na Uy |
| ------------------------ | ------------------------------- | ----- |
| Ward 2' · Washington 33' | Chi tiết (FIFA) Chi tiết (UEFA) |       |

| Azerbaijan | 0–1                             | Bắc Ireland  |
| ---------- | ------------------------------- | ------------ |
|            | Chi tiết (FIFA) Chi tiết (UEFA) | Dallas 90+2' |

| Đức                                                                        | 7–0                             | San Marino |
| -------------------------------------------------------------------------- | ------------------------------- | ---------- |
| Draxler 11' · Wagner 16', 29', 85' · Younes 38' · Mustafi 47' · Brandt 72' | Chi tiết (FIFA) Chi tiết (UEFA) |            |

| Na Uy                 | v                               | Cộng hòa Séc       |
| --------------------- | ------------------------------- | ------------------ |
| Søderlund 55' (ph.đ.) | Chi tiết (FIFA) Chi tiết (UEFA) | Gebre Selassie 36' |

| Cộng hòa Séc | 1–2                             | Đức                       |
| ------------ | ------------------------------- | ------------------------- |
| - Darida 78' | Chi tiết (FIFA) Chi tiết (UEFA) | - Werner 4' - Hummels 88' |

| Na Uy                                   | 2–0                             | Azerbaijan |
| --------------------------------------- | ------------------------------- | ---------- |
| - King 31' (ph.đ.) - Sadygov 60' (l.n.) | Chi tiết (FIFA) Chi tiết (UEFA) |            |

| San Marino | 0–3                             | Bắc Ireland                             |
| ---------- | ------------------------------- | --------------------------------------- |
|            | Chi tiết (FIFA) Chi tiết (UEFA) | - Magennis 70', 75' - Davis 78' (ph.đ.) |

| Azerbaijan                                                              | 5–1                             | San Marino  |
| ----------------------------------------------------------------------- | ------------------------------- | ----------- |
| - Ismayilov 20', 57' - Abdullayev 24' - Cevoli 71' (l.n.) - Sadygov 81' | Chi tiết (FIFA) Chi tiết (UEFA) | Palazzi 74' |

| Đức                                                                   | 6–0                             | Na Uy |
| --------------------------------------------------------------------- | ------------------------------- | ----- |
| - Özil 10' - Draxler 17' - Werner 21', 40' - Goretzka 50' - Gómez 79' | Chi tiết (FIFA) Chi tiết (UEFA) |       |

| Bắc Ireland                | 2–0                             | Cộng hòa Séc |
| -------------------------- | ------------------------------- | ------------ |
| - J. Evans 28' - Brunt 41' | Chi tiết (FIFA) Chi tiết (UEFA) |              |

| Azerbaijan            | 1–2                             | Cộng hòa Séc            |
| --------------------- | ------------------------------- | ----------------------- |
| Ismayilov 55' (ph.đ.) | Chi tiết (FIFA) Chi tiết (UEFA) | - Kopic 35' - Barák 66' |

| Bắc Ireland    | 1–3                             | Đức                                  |
| -------------- | ------------------------------- | ------------------------------------ |
| Magennis 90+3' | Chi tiết (FIFA) Chi tiết (UEFA) | - Rudy 2' - Wagner 21' - Kimmich 86' |

| San Marino | 0–8                             | Na Uy                                                                                        |
| ---------- | ------------------------------- | -------------------------------------------------------------------------------------------- |
|            | Chi tiết (FIFA) Chi tiết (UEFA) | - Henriksen 8' - King 14' (ph.đ.), 17' - Elyounoussi 39', 48', 68' - Selnæs 58' - Linnes 86' |

| Cộng hòa Séc                                            | 5–0                             | San Marino |
| ------------------------------------------------------- | ------------------------------- | ---------- |
| - Krmenčík 8', 23' - Kopic 27' - Novák 71' - Kadlec 83' | Chi tiết (FIFA) Chi tiết (UEFA) |            |

| Đức                                                     | 5–1                             | Azerbaijan    |
| ------------------------------------------------------- | ------------------------------- | ------------- |
| - Goretzka 8', 66' - Wagner 54' - Rüdiger 64' - Can 81' | Chi tiết (FIFA) Chi tiết (UEFA) | Sheydayev 34' |

| Na Uy            | 1–0                             | Bắc Ireland |
| ---------------- | ------------------------------- | ----------- |
| Brunt 71' (l.n.) | Chi tiết (FIFA) Chi tiết (UEFA) |             |

## Danh sách cầu thủ ghi bàn
5 bàn
- Thomas Müller
- Sandro Wagner
- Joshua King

4 bàn
- Michal Krmenčík

3 bàn
- Arfan Ismayilov
- Antonín Barák
- Vladimír Darida
- Julian Draxler
- Serge Gnabry
- Leon Goretzka
- Timo Werner
- Kyle Lafferty
- Josh Magennis
- Mohamed Elyounoussi

2 bàn
- Theodor Gebre Selassie
- Jan Kopic
- Mario Gómez
- Jonas Hector
- Sami Khedira
- Joshua Kimmich
- André Schürrle
- Chris Brunt
- Steven Davis
- Jamie Ward

1 bàn
- Araz Abdullayev
- Maksim Medvedev
- Dimitrij Nazarov
- Ruslan Qurbanov
- Rashad Sadygov
- Václav Kadlec
- Filip Novák
- Jaromír Zmrhal
- Julian Brandt
- Emre Can
- Matt Hummels
- Toni Kroos
- Shkodran Mustafi
- Mesut Özil
- Antonio Rüdiger
- Sebastian Rudy
- Kevin Volland
- Amin Younes
- Stuart Dallas
- Jonny Evans
- Gareth McAuley
- Conor McLaughlin
- Conor Washington
- Adama Diomandé
- Markus Henriksen
- Martin Linnes
- Martin Samuelsen
- Ole Selnæs
- Alexander Søderlund
- Mirko Palazzi
- Mattia Stefanelli

Phản lưới nhà
- Rashad Sadygov (trong trận gặp Na Uy)
- Chris Brunt (trong trận gặp Na Uy)
- Michele Cevoli (trong trận gặp Azerbaijan)
- Davide Simoncini (trong trận gặp Na Uy)
- Mattia Stefanelli (trong trận gặp Đức)

## Thẻ phạt
| Cầu thủ            | Đội          | Trận bị thẻ phạt                                                           | Treo giò                             |
| ------------------ | ------------ | -------------------------------------------------------------------------- | ------------------------------------ |
| Cristian Brolli    | San Marino   | v Azerbaijan (4 tháng 9 năm 2016)                                          | v Bắc Ireland (8 tháng 10 năm 2016)  |
| Stefan Johansen    | Na Uy        | v Đức (4 tháng 9 năm 2016) · v Azerbaijan (8 tháng 10 năm 2016)            | v San Marino (11 tháng 10 năm 2016)  |
| David Pavelka      | Cộng hòa Séc | v Bắc Ireland (4 tháng 9 năm 2016) · v Đức (8 tháng 10 năm 2016)           | v Azerbaijan (11 tháng 10 năm 2016)  |
| Mirko Palazzi      | San Marino   | v Bắc Ireland (8 tháng 10 năm 2016)                                        | v Na Uy (11 tháng 10 năm 2016)       |
| Matteo Vitaioli    | San Marino   | v Azerbaijan (4 tháng 9 năm 2016) · v Bắc Ireland (8 tháng 10 năm 2016)    | v Na Uy (11 tháng 10 năm 2016)       |
| Shane Ferguson     | Bắc Ireland  | v Đức (11 tháng 10 năm 2016) · v Azerbaijan (11 tháng 11 năm 2016)         | v Na Uy (26 tháng 3 năm 2017)        |
| Haitam Aleesami    | Na Uy        | v Azerbaijan (8 tháng 10 năm 2016) · v Cộng hòa Séc (11 tháng 11 năm 2016) | v Bắc Ireland (26 tháng 3 năm 2017)  |
| Sami Khedira       | Đức          | v Na Uy (4 tháng 9 năm 2016) · v Azerbaijan (26 tháng 3 năm 2017)          | v San Marino (10 tháng 6 năm 2017)   |
| Davide Simoncini   | San Marino   | v Na Uy (11 tháng 10 năm 2016) · v Cộng hòa Séc (26 tháng 3 năm 2017)      | v Đức (10 tháng 6 năm 2017)          |
| Matteo Vitaioli    | San Marino   | v Đức (11 tháng 11 năm 2016) · v Cộng hòa Séc (26 tháng 3 năm 2017)        | v Đức (10 tháng 6 năm 2017)          |
| Pier Filippo Mazza | San Marino   | v Cộng hòa Séc (26 tháng 3 năm 2017) · v Đức (10 tháng 6 năm 2017)         | v Bắc Ireland (1 tháng 9 năm 2017)   |
| Badavi Guseynov    | Azerbaijan   | v Na Uy (1 tháng 9 năm 2017)                                               | v San Marino (4 tháng 9 năm 2017)    |
| Maksim Medvedev    | Azerbaijan   | v Bắc Ireland (10 tháng 6 năm 2017) · v Na Uy (1 tháng 9 năm 2017)         | v San Marino (4 tháng 9 năm 2017)    |
| Dimitrij Nazarov   | Azerbaijan   | v Bắc Ireland (11 tháng 11 năm 2016) · v Na Uy (1 tháng 9 năm 2017)        | v San Marino (4 tháng 9 năm 2017)    |
| Giovanni Bonini    | San Marino   | v Đức (10 tháng 6 năm 2017) · v Bắc Ireland (1 tháng 9 năm 2017)           | v Azerbaijan (4 tháng 9 năm 2017)    |
| Tomáš Kalas        | Cộng hòa Séc | v Đức (1 tháng 9 năm 2017) · v Bắc Ireland (4 tháng 9 năm 2017)            | v Azerbaijan (5 tháng 10 năm 2017)   |
| Michele Cervellini | San Marino   | v Đức (10 tháng 6 năm 2017) · v Na Uy (5 tháng 10 năm 2017)                | v Cộng hòa Séc (8 tháng 10 năm 2017) |
| Davide Simoncini   | San Marino   | v Bắc Ireland (1 tháng 9 năm 2017) · v Na Uy (5 tháng 10 năm 2017)         | v Cộng hòa Séc (8 tháng 10 năm 2017) |